# Ulrich Schnabel
Ulrich Schnabel (* 1962) ist ein deutscher Wissenschaftsjournalist bei der deutschen Wochenzeitung Die Zeit und Buchautor.
Er studierte Physik und Publizistik in Karlsruhe und Berlin. Danach reiste er mit einem Stipendium der Carl-Duisberg-Gesellschaft sechs Monate durch Indien, um die Arbeit von Entwicklungshilfe-Organisationen zu studieren. Mit einem Stipendium der United States Information Agency besuchte er 1996 die wichtigsten amerikanischen Neurolabors. Seit 1993 ist er Redakteur im Ressort Wissen der Zeit. Seine Themen bewegen sich häufig im Grenzbereich zwischen Natur- und Geisteswissenschaft und umfassen Physik, Neurowissenschaften, Bewusstsein und Religion.
Ulrich Schnabel wurde 2006 mit dem Georg von Holtzbrinck Preis für Wissenschaftsjournalismus und 2010 mit dem Theophrastus-Paracelsus-Preis sowie dem Werner und Inge Grüter-Preis für Wissenschaftsvermittlung ausgezeichnet.

## Werke
- Wie kommt die Welt in den Kopf. Reise durch die Werkstätten der Bewusstseinsforscher (mit Andreas Sentker). Rowohlt, Reinbek 1997, ISBN 3-499-60256-3
- Die Vermessung des Glaubens. Forscher ergründen, wie der Glaube entsteht und warum er Berge versetzt. Blessing, München 2008, ISBN 978-3-89667-364-0
- Muße. Vom Glück des Nichtstuns. Blessing, München 2010, ISBN 978-3-89667-434-0
- Was kostet ein Lächeln? Von der Macht der Emotionen in unserer Gesellschaft. Blessing, München 2015, ISBN 978-3-89667-492-0.
- Zuversicht. Die Kraft der inneren Freiheit und warum sie heute wichtiger ist denn je. Blessing, München 2018, ISBN 978-3-89667-513-2